# L'Abatut (Alts Pirineus)
L'Abatut (en francès Labatut-Rivière) és un municipi francès situat al departament dels Alts Pirineus i a la regió d'Occitània.

## Demografia
| 1962                                       | 1968 | 1975 | 1982 | 1990 | 1999 | 2007 |
| ------------------------------------------ | ---- | ---- | ---- | ---- | ---- | ---- |
| 423                                        | 433  | 385  | 373  | 363  | 360  | 360  |
| Des de 1962: població sense dobles comptes |      |      |      |      |      |      |

## Administració
| Període   | Identitat          | Partit |
| --------- | ------------------ | ------ |
| 1995-2001 | Jacques Lacoste    |        |
| 2001-2008 | Guy Delaine        |        |
| 2008-     | Robert Maisonneuve |        |